# Michael Kreihsl
Michael Kreihsl, né à Vienne (Autriche) en 1958, est un réalisateur, acteur, scénariste et écrivain autrichien.

## Biographie
Michael Kreihsl étudie l'histoire de l'art et l'archéologie et suit des cours de mise en scène à l'Université de Musique et des Arts de Vienne, section cinéma et télévision, ainsi qu'un cours post-universitaire à l'Université de New York, département cinéma et télévision.

## Filmographie partielle

### Comme réalisateur
- 2000 : Heimkehr der Jäger
- 2004 : Mein Vater, meine Frau und meine Geliebte (téléfilm)

### Comme acteur
- 2010 : Poll de Chris Kraus : Professeur Hasenreich

## Distinctions
- 2005 : FIPA d'or pour Mein Vater, meine Frau und meine Geliebte